# Ludvig Brandstrup (actor)
Ludvig Brandstrup (20 de agosto de 1892 – 27 de junio de 1949) fue un actor y autor de espectáculos de revista de nacionalidad danesa. 

## Biografía
Su nombre completo era Ludvig Johannes Brandstrup, y nació en Frederiksberg, Dinamarca. Tuvo un significativo impacto en el mundo de la revista del período entre las dos guerras mundiales, componiendo muchos espectáculos del género hasta su muerte. La mayoría de sus grabaciones se conserva en la serie editada en formato CD "Den Danske Revy 1900-1950".
Ludvig Brandstrup falleció en Copenhague, Dinamarca, en el año 1949. Fue enterrado en el Cementerio Mariebjerg de esa ciudad. Había estado casado con la actriz Ann-Sofi Norin, madre de la también actriz Gull-Maj Norin.

## Filmografía (selección)
- 1934 : København, Kalundborg og - ?
- 1936 : Cirkusrevyen 1936
- 1937 : Cocktail
- 1940 : Pas på svinget i Solby
- 1940 : Familien Olsen
- 1943 : Op med humøret
- 1947 : Når katten er ude

## Espectáculos (selección)
- Maggidudi og jeg (1923)
- Du gamle måne (1924)
- Hils fra mig derhjemme
- Hvor er du nu (1925)
- Mit livs eventyr (1925)
- Mor er ikke hjemme (1926)
- Pige træd varsomt (1926)
- Tre røde roser (1931)
- I den mellemste køje (1933)
- Lille lise let på tå
- Han har min sympati
- Lille sommerfugl
- Swing it hr lærer
- Vil du sænke dit øje
- Adrienne
- Så tør han ikke komme hjem til sin mor
- Hen te' kommoden og te'bavs igen
- Luk dine små uskyldige øjne

## Espectáculos escritos junto aPoul Henningsen(selección)
- 1939 : Iti-itu-i tusinde stykker
- 1939 : Sæt et kryds
- 1939 : Der bor en længsel i mit bryst
- 1939 : Stop hjerte hold op at slå
- 1939 : Så kan det Kraft-Peter-Femøre
- 1939 : Lille Emma